# Tridactylus berlandi
Tridactylus berlandi là một loài cánh thẳng đặc hữu của Việt Nam.  Mẫu vật điển hình của loài được thu thập tại miền Nam Việt Nam và được gửi vào Bảo tàng Lịch sử Tự nhiên Quốc gia Pháp.